# ریوزو سوزوکی
ریوزو سوزوکی (به انگلیسی: Ryozo Suzuki) بازیکن فوتبال اهل ژاپن و عضو تیم ملی فوتبال ژاپن است که در تاریخ ۱۵ اوت ۱۹۶۱ میلادی اولین بازی ملی‌اش را انجام داد. او در ۲۴ بازی ملی حضور داشت و آخرین بازی ملی خود را در تاریخ ۴ آوریل ۱۹۶۸ میلادی انجام داد. ریوزو سوزوکی در بازی‌های ملی‌اش
گلی به ثمر نرساند.